# Piteå IF
Der Piteå IF (kurz für Piteå Idrottsförening) ist ein schwedischer Sportverein aus der nordschwedischen Stadt Piteå. Der Verein ist vor allem für seine Frauenfußballmannschaft bekannt, die 2009 erstmals in der Damallsvenskan spielte. Die Männermannschaft spielte eine Spielzeit zweitklassig.

## Geschichte
Piteå IF wurde am 24. Mai 1918 als Leichtathletikverein gegründet. Zwei Jahre später schloss sich IFK Piteå dem Klub an, der Fußball als Sportart in den Verein einbrachte. 1934 entstand eine Abteilung für Orientierungslauf. Zudem gab es zeitweise Abteilungen für Turnen, Bandy, Volleyball und Handball.

### Eishockey
Die Eishockeymannschaft von Piteå IF wurde 1938 gegründet und nahm von 1975 bis 1985 durchgehend an der Division 1, der damals zweithöchsten Eishockeyspielklasse, teil. Im Jahr 1986 schloss sich die Eishockeyabteilung des Vereins mit dem Munksunds S/SK und Öjeby IF zusammen und der Piteå HC entstand.

#### Bekannte Spieler
- Stefan Persson

### Männerfußball
Lange Zeit trat die Fußballmannschaft von Piteå IF nicht überregional in Erscheinung. 1993 stieg sie in die drittklassige Division 2 Norrland auf, in der sie anfangs gegen den Abstieg spielte. 1996 zog die Mannschaft als Staffelzweiter hinter Lira Luleå BK in die Aufstiegsrunde zur zweiten Liga ein. Dort scheiterte sie jedoch nach zwei Niederlagen an Visby IF Gute. Im Folgejahr gelang als Staffelsieger vor Skellefteå AIK der direkte Aufstieg in die Zweitklassigkeit.
In der Zweitliga-Spielzeit 1998 gelangen Piteå IF fünf Saisonsiege. Damit belegte die Mannschaft hinter Gefle IF, der sich auf dem Relegationsplatz platzierte, einen Abstiegsplatz und musste als Tabellenzwölfter mit Ludvika FK und IFK Luleå direkt wieder abstiegen. Als Tabellenvierter wurde der direkte Wiederaufstieg verpasst und im Folgejahr rutschte die Mannschaft als Tabellenvorletzte in die Viertklassigkeit ab. Nach dem prompten Wiederaufstieg hielt sich der Klub bis 2005 in der dritten Liga, bei einer Ligareform wurde er jedoch viertklassig eingestuft. Dort verpasste die Mannschaft den Klassenerhalt, stieg aber direkt wieder auf.

### Frauenfußball
1985 entstand bei Piteå IF eine Frauenfußball-Abteilung. Zunächst spielte die Mannschaft unterklassig, ehe ihr am Ende der Spielzeit 2008 erstmals der Aufstieg in die Damallsvenskan gelang. In der Eliteserie verpasste sie jedoch den Klassenerhalt und musste gemeinsam mit Mitaufsteiger Stattena IF direkt wieder absteigen. Als Absteiger dominierte die Mannschaft ihre Zweitligastaffel mit sieben Punkten Vorsprung auf Vasalunds IF und stieg direkt wieder auf.